# Gente de Zona
La Gente de Zona (talvolta trascritto come Gente D' Zona) è un gruppo musicale cubano fondato nel 2000 all'Avana da Alexander Delgado (1979, Alamar, Cuba) con Jacob Forever (1980, Camagüey, Cuba) dal 2005 fino al 2013 fa parte del gruppo anche Nando Pro e dal 2005 Michel Delgado. Dal 2013 Randy Malcom Martinez (22 gennaio 1983, Guanabacoa, Cuba)
Il gruppo combina i ritmi del reggaeton con forme più tradizionali di musica cubana.
I Gente de Zona hanno raggiunto notorietà internazionale attraverso una collaborazione con il cantante spagnolo Enrique Iglesias nel singolo del 2014 Bailando. Nel 2015, avvalendosi della collaborazione dell'artista statunitense di origine portoricana Marc Anthony, pubblicano due singoli: La gozadera, che si aggiudica il certificato di disco d'oro in Italia e che vale al gruppo una vittoria ai Latin American Music Awards nella categoria "miglior canzone tropicale", e Traidora. Sempre nello stesso anno compaiono nel singolo He llorado (como un niño) dell'artista spagnolo Juan Magán.
Nel 2020 partecipano in qualità di ospiti alla serata finale del Festival di Sanremo.

## Discografia

### Album in studio
- 2008 – Lo mejor que suena ahora
- 2008 – Lo mejor que suena ahora V2.0
- 2010 – A Full
- 2012 – Oro - Lo nuevo y lo mejor
- 2016 – Visualízate
- 2018 - "En Letra de Otro"
- 2019 - "Otra Cosa"
- 2022 - "De Menor a Mayor"
- 2024 - "Demasiado"
- 2025 - "Reparto By Gente De Zona"

### Singoli
- 2008 – Le gustan los artistas
- 2013 – Pinocho
- 2014 – Yo quiero (Si tu te enamoras) (con Pitbull)
- 2014 – Bailando (con Enrique Iglesias)
- 2014 – Ponte bonita
- 2015 – La gozadera (con Marc Anthony)
- 2015 – Traidora (con Marc Anthony)
- 2017 – Si no vuelves
- 2017 – Ni tú ni yo (con Jennifer Lopez)
- 2018 – Nadie ha dicho (remix) (con Laura Pausini)
- 2018 – Stop Me from Falling (con Kylie Minogue)
- 2018 – Noche sin día (con Il Volo)
- 2018 – Te duele
- 2020 – Muchacha (con Becky G)
- 2022 – Hice Bien Quererte (con Kassav')
- 2025 – Gustazo (con Jose Iglesias Candelita)
- 2025 – Alè Alè (con Cristiano Malgioglio)